# Neshkān
Neshkān (persiska: نِشكاش, نشکان, Neshkāsh) är en ort i Iran.   Den ligger i provinsen Kurdistan, i den nordvästra delen av landet, 500 km väster om huvudstaden Teheran. Neshkān ligger 1 419 meter över havet och antalet invånare är 245.
Terrängen runt Neshkān är huvudsakligen kuperad, men söderut är den bergig.Runt Neshkān är det ganska tätbefolkat, med 60 invånare per kvadratkilometer. Närmaste större samhälle är Marivan, 15,7 km väster om Neshkān. Trakten runt Neshkān består till största delen av jordbruksmark.